# Lagoon Engine Einsatz
Lagoon Engine Einsatz (ラグーンエンジン アインザッツ?) es un manga creado por Yukiru Sugisaki (杉崎ゆきる?), que es de género Shōjo. El protagonista de la obra es Sakis Snow Herzgil Lagoonaria,una chica de trece años que para defender el reino de Lagoonaria, se convierte en chico, teniendo que buscar a alguien del mundo exterior para conseguir su objetivo.

## Sinopsis
El continente de Herzgil está en peligro debido a las constante presión que sienten los reyes del reino más importante de allí, Lagoonaria. Sakis, la hija del rey y godslayer, quiere intentar salvar a su mundo, ya que ve al pájaro pálido ondeando en el cielo, que simboliza la ruina para su continente según las leyendas. Ya en el castillo de Lagoonaria, Sakis decide convertirse en hombre para así intentar buscar a ayudantes del mundo exterior que la ayuden a cumplir su misión.